# Villeneuve-d’Olmes
Villeneuve-d’Olmes (okzitanisch Vilanòva d’Òlmes) ist ein Ort und eine französische Gemeinde mit 962 Einwohnern (Stand: 1. Januar 2022) im Département Ariège in der Region Okzitanien. Sie gehört zum Arrondissement Pamiers und zum Kanton Pays d’Olmes. Die Einwohner werden Villeneuvois genannt.

## Lage
Villeneuve-d’Olmes liegt am Touyre am Fuß der französischen Pyrenäen, etwa 50 Kilometer südwestlich von Carcassonne. Umgeben wird Villeneuve-d’Olmes von den Nachbargemeinden Péreille im Norden, Lavelanet im Nordosten, Bénaix im Osten und Süden, Montferrier im Süden und Südwesten sowie Roquefixade im Westen.

## Bevölkerungsentwicklung
| Jahr                       | 1962 | 1968 | 1975 | 1982 | 1990 | 1999 | 2006 | 2019 |
| Einwohner                  | 903  | 911  | 1339 | 1816 | 1574 | 1292 | 1178 | 965  |
| Quellen: Cassini und INSEE |      |      |      |      |      |      |      |      |

## Sehenswürdigkeiten

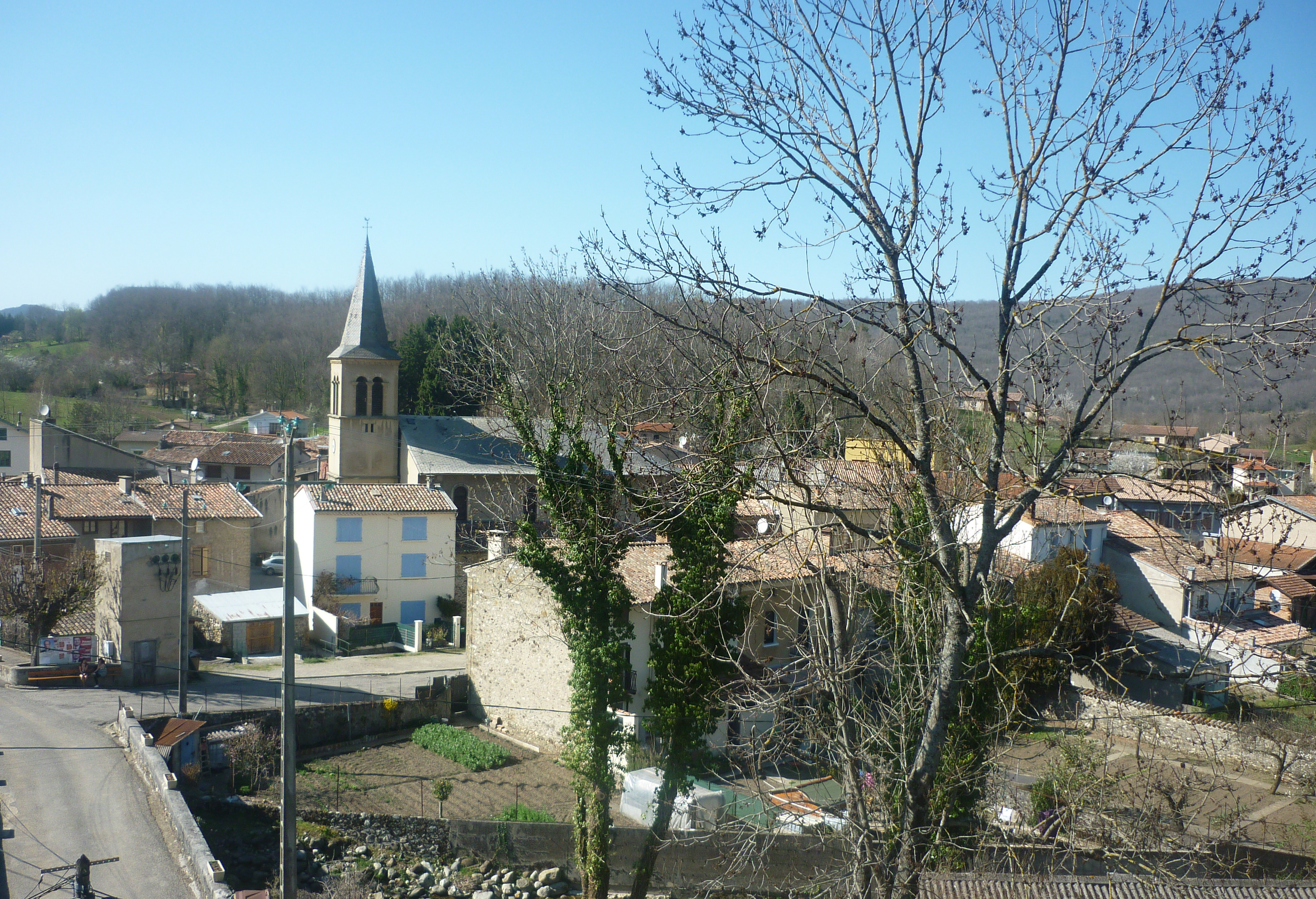
Ortsansicht mit der
kirche Mariä Himmelfahrt

- Kirche Mariä Himmelfahrt